# Rượu Táo Mèo
Rượu Táo Mèo là thứ rượu đặc sản của người H'Mông, cùng với rượu San Lùng, Bát Xát và rượu ngô Bắc Hà rượu Táo Mèo là các danh tửu của Tây Bắc Việt Nam. Rượu Táo Mèo có màu nâu sóng sánh và vị thơm ngọt đặc trưng, được ngâm ủ từ trái sơn tra, một loại táo rừng mọc hoang trên dãy Hoàng Liên Sơn. Vì những nơi có thứ trái này là nơi người H'Mông sinh sống nên còn gọi là trái táo mèo. Táo mèo ra hoa trắng vào mùa xuân và có trái vào mùa thu.
Quả táo mèo (Bắc Yên - Sơn La) đã được Tổ chức Kỷ lục Việt Nam xác lập nằm trong top 50 đặc sản trái cây nổi tiếng của Việt Nam